# Juka
Juka (jap. ジュカ, angeblich 藤本大樹, dt. Fujimoto Hiroki; * 4. Oktober, angeblich 1981 in Yamaguchi, Japan) ist ein japanischer Musiker und wurde durch sein Wirken im Soloprojekt Moi dix Mois des Visual-Kei-Künstlers Mana bekannt.

## Aktivitäten

### Moi dix Mois
Als Juka 2002 von Mana entdeckt wurde, war nichts über ihn bekannt. Er war, genau wie sein Bandkollege und Bassist Kazuno, ein Neuling in der japanischen Szene. Jedoch gefiel ihm der düstere Stil der Werke Manas. Zusammen produzierten sie drei Singles, zwei Alben, zwei Live-DVDs und bestritten unzählige Livekonzerte, zuletzt auch in Deutschland und Frankreich.
Juka verließ Moi dix Mois nach dem Invite to Immorality Tour Final Konzert am 30. April 2005. Als offizieller Grund für den Ausstieg wurden musikalische Differenzen genannt. Infolge der sängerlosen Zeit beschlossen auch Kazuno und Schlagzeuger Tohru den Ausstieg. Moi dix Mois musste neu geformt werden.

### Hizaki grace project
Lange dauerte es nicht, bis Juka wieder etwas von sich hören ließ. Zum Ende des Jahres 2006 verkündete der Musiker Hizaki, dass er mit einer Band, die er Hizaki grace project nannte, zum Jahresbeginn 2007 ein neues Album mit dem Namen Dignity of Crest veröffentlichen werde. Er nannte einige Namen der Beteiligten des Bandprojekts, jedoch war bei der Artikelbeschreibung der CD auch der Name Juka (ex-Moi dix Mois) angegeben. Das führte zu größeren Anstürmen auf den vorhandenen Bestand des Albums. Innerhalb kürzester Zeit war nicht nur die limitierte Edition, sondern auch die reguläre Edition komplett vergriffen. Zurzeit wartet man noch auf eine Zweitpressung der CD. Während der Tour 日本耽美革命  (dt. nihon tanbi kakumei) trat Juka einmal neben KAMIJO und Kaya zusammen mit Hizaki grace project auf.

### ノード・オブ・スケルツォ(Node of Scherzo)
Im März 2007 fand das Event ノード・オブ・スケルツォ (dt. Node of Scherzo) statt. Neben Juka traten dort sowohl Kamijo und Kaya als auch Hizaki und Jasmine You auf. Laut Kamijo ist die Show eine Art Theater, kombiniert mit Musik und Lichtspielen. Während Juka und Jasmine You die dunkle Seite verkörpern, finden sich Kamijo und Hizaki auf der Seite des Lichts wieder. Kaya steht als die universelle Schönheit in der Mitte. Im Mittelpunkt der Geschichte steht die tragische Liebesgeschichte zwischen Juka und Jasmine You. Als am Ende der Show die drei Sänger zusammen einen extra für die Show verfassten Song sangen, fand dieser so viel Anklang, dass nach einer weiteren Node of Scherzo Show im Mai 2007 beschlossen wurde, diesen Song auf CD aufzunehmen. Die CD erschien am 31. Oktober 2007. Sämtliche Käufer aller Halloween-Releases der Labels トロイメライ (dt. Träumerei) und Sherow Artist Society, nämlich Carmilla (Kaya), Saint Croix (Juka), Lyrical Sympathy (Versailles) und natürlich der Node of Scherzo-Single, hatten die Möglichkeit, durch Einschicken kleiner Coupons an den Obi-Abschnitten der CDs auf einem Kärtchen, das in der Node of Scherzo-Single enthalten war, eine spezielle DVD zu erhalten, welche Live-Szenen der Show im Mai enthielt, allerdings untermalt von der Studioversion von Node of Scherzo. Weitere Darbietungen des Songs waren außerdem auf der nationalen Tour 日本耽美革命 (dt. s. o.) zu erleben. Am 15. März 2008 wurden anlässlich eines Instore-Events des japanischen Musik-Fachgeschäfts Death trap-ID die Kostüme der Künstler in einer Auktion versteigert. Jeder, der zuvor ein Ticket für die Veranstaltung erworben hatte, hatte danach die Möglichkeit, genau ein Gebot abzugeben, um das Kostüm seiner Wahl zu ersteigern. Juka selbst war während der Veranstaltung jedoch nicht anwesend im Gegensatz zu den anderen Künstlern.

### Solokarriere
Mitte Februar 2007 wurde bekanntgegeben, dass Juka Ende März seine erste Solo-MaxiSingle unter dem Titel Aravesque veröffentlichen wird. Die drei Titel wurden von Juka zusammen mit Lareine-Sänger Kamijo und Hizaki produziert. Sie stellen eine Mischung aus gotisch-angehauchtem Rock bei Aravesque, Hard-Rock in S und französischen Chansons in aimless dar. Zusätzlich zu den drei Tracks befinden sich die zugehörigen Instrumentalstücke auf der CD. Im Juni 2007 erschien außerdem sein erstes Mini-Album Luxurious mit insgesamt fünf Liedern. Neben der Single-Auskopplung Aravesque befinden sich noch vier weitere Songs auf dem Album.
Nach wenigen Live-Konzerten brachte Juka am 5. Oktober auf dem 'Hizaki grace project vs. Juka' Konzert im Albion die Akustiksingle 水面華 (dt. suimen hana) heraus. Die Single wurde nur an diesem Tag verkauft und ist derzeit sogar im Internet nur schwer zu finden. Neben einer Akustikversion von Aravesque (形象の泉 (‹Aravesque› ac ver), dt. keishou no izumi) befinden sich die Akustikversion von Jewel~届かない思い~ und ein neuer Song auf der Scheibe, der der Single den Namen gab. Für Ende Oktober ist schließlich das Erscheinen von Jukas dritter Single Saint Croix geplant. Der Song Saint Croix wird zusammen mit dem B-side Song fall of leaves... von zwei Instrumentals abgerundet. Des Weiteren enthält die Ausgabe eine DVD mit den zwei PVs der Songs.
Während der Japantour 日本耽美革命 (dt. s. o.) begleitete Juka Versailles und Kaya und trat solo zusammen mit seinem Gitarristen Tetsu sowie Kazuno (ex-Moi dix Mois) als Bassist auf. Mikage von Hizaki grace project fungierte als Support-Drummer. Während der Tour wurde nahezu jeder Juka-Song einmal gespielt, nur die Akustik-Songs sowie aimless blieben außen vor. Weiterhin bestand die Möglichkeit, während der Tour eine streng limitierte Documentary-DVD namens 裏貴族 (dt. urakizoku) vorzubestellen. Die 2 DVDs liefern mehr als 135 Minuten Bonusmaterial inklusive Live-Ausschnitte und Off-Shots der drei Acts.
Im Dezember 2007 gab Juka überraschend das vorläufige Ende seiner Solokarriere aus persönlichen Gründen offiziell bekannt. Weit verbreitete Gerüchte sprechen über Sängerknötchen, die ihn zu seinem Ausstieg zwangen. Die zu diesem Zeitpunkt bestehenden Pläne der Gründung einer neuen Band namens Seventh Sense wurden ausgesetzt. Stattdessen erschien im Februar 2008 als letztes Release ein Best-of Album namens Seventh Sense Oricon-Charthits, das nicht nur Saint Croix und Aravesque enthält, sondern auch einen weiteren von Juka selbst komponierten Song namens Zephyrus~ 悲壮なる決意に満ち溢れ~ (dt. Zephyrus-hisou naru ketsui ni michi afure-). Das Erscheinen des Songs 水面華 wurde auf den Sampler Cross Gate 2008~chaotic sorrow~, eine Gemeinschaftsproduktion von Sherow Artist Society und Under Code Productions verlegt. Gründe, warum der Song bisher als 水面下 (dt. suimenka) bezeichnet wurde, sind nicht bekannt. Vermutlich handelt es sich hierbei um einen Fehler seitens der Plattenfirma. Sein vorerst letztes Live-Konzert bestritt Juka am 30. März anlässlich einer Feier zum einjährigen Bestehen von Hizaki grace project zusammen mit der Band, Solo-Songs spielte er dabei nicht.

## VII-Sense (Seventh Sense)
Im Jahr 2009 stellte Juka, der sich nun Shaura nennt, gemeinsam mit Gitarrist Kouichi (ex.Everlasting K) das Projekt Xover vor. Nach 2 PVs, einer DVD und zwei Alben jedoch verließ er die Band, um ein noch größeres Projekt zu starten. Er verwirklichte nämlich die Idee von Seventh Sense (abg. S-S), gemeinsam mit Gitarrist erina (ex. Dio – Distraught Overlord), Drummer Mikage (ex. Babylon Juka-Support), RayX (ex. Astonshi) und KAZ (ex. 野村★), der auch Piano spielt, sowie Bassist Masato (ex.Xover-Support). Auf ihrer offiziellen Myspace-Seite hat die Band bekannt gegeben, dass sich die Band nun VII-Sense nennt und am 24. März ihre erste Single Black Bird bei RED LIST Entertainment, dem früheren Plattenlabel von Xover, herausbringen werden (auf dem auch das PV von Black Bird zu sehen ist). Für den Mai ist angeblich eine Europa-Tour geplant. Nach erfolgreichen Konzerten hat die Band am 28. Juli ihre zweite Maxi-Single Cell Division veröffentlicht, die sich sehr gut verkaufte. Für September bis zum Oktober hat die Band gemeinsam mit E’m Grief und der populären Band Art Cube, deren Sänger Support Member für Moi dix Mois ist, eine Coupling Tour geplant.
Am 28. August 2012 gab Juka/Shaura bekannt, dass er alle musikalischen Aktivitäten einstelle und beschließe, der Musikszene den Rücken zu kehren. In seiner Bekanntmachung schrieb er unter anderem in seinem Blog "I will never return to music" und "[...] it was very, very painful for me".

## Diskografie
frühere Aktivitäten
- siehe: Moi dix Mois
- siehe: Hizaki grace project

Solo
- Aravesque (2007)
- Luxurious (2007)
- 水面華 (dt. suimen hana) (2007) (nur während des Konzerts von Hizaki grace project erhältlich)
- Saint Croix (2007) (mit PV-DVD, Erstpressung mit Postkarte)
- 裏貴族"日本耽美革命"ツアードキュメンタリー DVD (dt. urakizoku "nihon tanbi kakumei" tour documentary DVD) (2007) (Omnibus mit Versailles, Kaya, Juka und Hizaki grace project)
- Seventh Sense (Kompilation) (2008)
- Cross Gate 2008~chaotic sorrow~ (Omnibus) (2008)

Xover
- XGate (2009) Album
- Aureola (2009) Album
- 泡沫の悠久 (2009) DVD

VII-Sense
- Black Bird (2010)
- Sexual Desire [live distribution] (2010)
- Cell Division (2010)
- Untitled [live distribution PV] (2010)